# Штылько, Адольф Николаевич
Адо́льф - Гермоген  Николаевич Шты́лько (25.04.1867, Астрахань — 1922, Саратов) — российский и советский журналист и краевед, издатель газеты «Астраханский вестник», автор многочисленных книг и статей по истории города и края.

## Биография
Адольф Штылько родился в многодетной семье бедного ремесленника. Учился в частном пансионе сестёр Григорьевых, позднее в Астраханском уездном училище. Работал писцом в межевом отделении Губернского правления писцом, в магазине, принадлежавшем его дяде, в фотоателье Петра Семёновича Кулыгина. Некоторое время жил в Саратове, где проживали родственники его матери. С юных лет интересовался историей родного края, проводил много времени в Астраханской общественной библиотеке, где изучал краеведческие и архивные материалы. Затем он стал посылать заметки в «Саратовский дневник», вступил в литературный кружок Астраханского реального училища. Исторические очерки Штылько публиковались на страницах астраханских газет.
В конце 1880-х годов участвовал в создании газеты «Астраханский вестник», первый номер которой вышел в мае 1889 года. Первым руководителем и издателем газеты был драматург Евгений Николаевич Чириков, однако вскоре редактором стал Штылько, а издательницей его жена Александра Идельсон-Штылько. Штылько также работал секретарём и библиотекарем Петровского общества исследователей Астраханского края. Широкую известность краеведу принёс его подробный путеводитель с историческими справками «Иллюстрированная Астрахань», впервые изданный в Саратове в 1896 году.

## Избранные публикации
- Волжско-Каспийское судоходство в старину, 1896.
- Иллюстрированная Астрахань, 1896.
- Из истории Астраханской торговли и промышленности, 1899.
- Астраханская торговля в старину: исторические очерки, 1909.